# Krigsdomstol
En krigsdomstol var förr en särskild domstol för att avgöra fall som rör militär personal. I Sverige avskaffades krigsdomstolar i fredstid 1948.
Under ett par hundra år innan dess hade Sverige ett system med två instanser: dels krigsrätt,  däribland regementsrätten, som första instans, dels en krigshovrätt som andra instans. Även krigshovrätten har haft olika benämningar under åren. Dessutom har kungen oftast haft den sista rätten att ändra i domar eller benåda dömda.
Bestämmande grund för dessa domstolars sammansättning var grundsatsen, att den åtalade skall dömas av sina likar. Därför var det övervägande antalet ledamöter i krigsdomstolarna militärer. 
Jämte krigsdomstol ägde även vederbörande chefer eller befälhavare bestraffningsrätt över underlydande. Det ålåg dock krigsdomstol att övervaka det sätt varpå denna extraordinära bestraffningsrätt utövades.